# Фауна Индонезии
Фауна Индонезии отличается высоким уровнем биологического разнообразия из-за внушительных размеров территории и своего тропического положения. Индонезия делится на два экологических региона: западная Индонезия, находящаяся более под влиянием азиатской фауны, и восточный регион — под влиянием Австралазии. Границей между этими двумя регионами служит линия Уоллеса. Это уникальное сочетание животного мира во многом зависит и от разнообразия экосистем.

## Биологическое многообразие
Индонезия имеет самую богатую фауну среди всех стран мира. Многообразием отличаются практически все основные классы животных, обитающих в Индонезии. На начало XXI века здесь было зарегистрировано 515 видов млекопитающих, 1531 вид птиц, 122 вида бабочек, более 600 видов пресмыкающихся и более 270 видов земноводных. При этом эндемиками являются, в частности, 39 % млекопитающих и 36 % птиц. В числе наиболее известных эндемиков — комодский варан, олень Куля, бабирусса, тонкский макак.
Многие животные находятся под угрозой, популяции некоторых видов сокращаются весьма быстрыми темпами. Так, только из млекопитающих 140 видов отнесены Международным союзом охраны природы (МСОП) к категории угрожаемых, 15 из них считаются находящимися на грани исчезновения. В числе последних такие животные, как орангутан, яванский носорог, суматранский тигр.

## Формирование фауны
На формирование индонезийской фауны повлияли географические и геологические события как Азии так и Австралазии. Нынешняя Новая Гвинея была соединена с современной Австралией, образуя суперконтинент, называемый Гондваной. Этот суперконтинент начал расходиться около 140 млн лет назад и Новая Гвинея подвинулась ближе к экватору. В результате животные Новой Гвинеи перемещались на Австралийский континент и обратно, создавая множество других видов, живущих в различных экосистемах. Эти процессы продолжались пока оба региона окончательно не разделились.
Влияние азиатского континента в свою очередь было результатом преобразования суперконтинента Лавразия, который существовал после распада Родинии около 1 миллиарда лет назад. Около 200 миллионов лет назад Лавразия окончательно делится, образуя Североамериканский континент и Евразию. Евразийский материк не был полностью отделен от Индонезийского архипелага. В результате животные перемещались на архипелаг, формируя также и новые виды.

## Сундаланд
Данный регион включает в себя Суматру, Яву, Калимантан и прилегающие к ним острова и имеет фауну сходную с азиатской. В течение ледникового периода азиатский континент был соединен с Индонезийским архипелагом. Кроме того, низкий уровень моря позволял животным мигрировать с азиатского материка в Сундаланд. В результате этого в регионе существуют такие виды как тигры, носороги, орангутаны, слоны и леопарды, хотя некоторые из них и относятся к исчезающим. Линия Уоллеса служит границей Сундаланда на востоке.
В Сундаланде обитает 381 вид млекопитающих, 173 вида из них являются эндемиками данного региона. Большая часть этих видов в последнее время находятся на грани вымирания. Два вида орангутанов: суматранский и борнейский занесены в красную книгу. Другие виды, такие как носачи, суматранские и яванские носороги также находятся находятся под серьёзной угрозой.
В Сундаланде встречается 771 вид птиц, 146 из них являются эндемиками региона. На Яве и Бали как минимум 20 эндемичных видов, в том числе Балийский скворец и Яванская зуйка.
В Сундаланде обитают 449 видов рептилий, входящие в 125 родов. 249 видов и 24 рода из них являются эндемиками. Для региона также эндемичны 3 семейства рептилий. Здесь обитают также 242 вида амфибий, входящие в 41 семейство. 172 вида из них — эндемичны.
В последние 10 лет в регионе были открыты около 200 новых видов рыб. Около 1000 видов живут в реках, озерах и ручьях Сундаланда.

## Уоллесия
Уоллесия является переходной биогеографической зоной между Сундаландом на западе и Австралазией на востоке. Из-за разнообразия географии, регион содержит множество эндемичных и уникальных видов флоры и фауны и делится на несколько экорегионов.
Для Уоллесии характерны 223 вида млекопитающих, 126 из которых являются эндемиками данного региона. В регионе также встречается 124 вида летучих мышей. На крупнейшем острове региона — Сулавеси, встречаются такие виды, как: аноа, бабирусса, как минимум 7 видов макак и 5 видов долгопятов.
В Уоллесии обитают также 650 видов птиц, 262 из которых эндемичны.

## Охрана природы
Экологические вопросы в стране появились из-за быстрой индустриализации и высокого уровня прироста населения. Ситуацию также обостряют нелегальные вырубки леса, результатом которых становится обезлесение.
Первый индонезийский национальный парк был создан в 1980 году, а к 2009 их количество достигло 50. 6 из них являются объектами всемирного наследия, а 3 водно-болотных угодий охраняются Рамсарской конвенцией.